# Summer Nights (EP)
Summer Nights là phiên bản tái phát hành đặc biệt từ mini-album thứ năm What Is Love? của nhóm nhạc nữ Hàn Quốc Twice. Album được phát hành trực tuyến trên các trang âm nhạc và các cửa hàng vào ngày 9 tháng 7 năm 2018 bởi JYP Entertainment.

## Bối cảnh và phát hành
Ngày 7 tháng 6 năm 2018, JYP Entertainment (JYPE) xác nhận theo lịch trình, Twice sẽ trở lại vào tháng 7 và MV cho bài hát chủ đề đã được quay tại Nhật Bản. Cuối tháng đó, có thông báo Twice sẽ phát hành album đặc biệt có tựa đề Summer Nights, là album đặc biệt tái phát hành từ mini-album thứ năm What Is Love?. Album mới gồm 9 ca khúc: 6 bài hát đã được phát hành trước đó và thêm 3 bài hát mới, bao gồm cả ca khúc chủ đề "Dance the Night Away" là bài hát mùa hè với giai điệu tươi vui phù hợp với tiết trời oi bức và ca khúc "Shot Thru the Heart" được viết lời bởi các thành viên người Nhật Bản — Momo, Sana và Mina.
Video preview ngắn về ba ca khúc mới đã được phát hành vào ngày 8 tháng 7. Album cùng với MV cho bài hát chủ đề "Dance the Night Away" chính thức được phát hành ngay vào ngày hôm sau trên các trang nghe nhạc trực tuyến.

## Quảng bá
Ngày 19 tháng 6 năm 2018, có thông tin xác nhận Twice sẽ trở thành khách mời cho chương trình Idol Room, đây chính là show quảng bá cho Summer Nights đầu tiên của nhóm.

## Danh sách bài hát
| STT              | Nhan đề                | Phổ lời                   | Phổ nhạc | Biên khúc | Thời lượng |
| ---------------- | ---------------------- | ------------------------- | --- | --- | ---------- |
| 1.               | "Dance the Night Away" | Wheesung (Realslow)       | Anne Judith Stokke Wik Jonatan Gusmark & Ludvig Evers a.k.a Moonshine Moa Anna Carlebecker Forsell a.k.a Cazzi Opeia Seung-eun Oh Andreas Baertels | Jonatan Gusmark & Ludvig Evers a.k.a Moonshine                                                                 | 3:02       |
| 2.               | "Chillax"              | Galactika                 | Lee Woo-min "collapsedone" Valeria Del Prete | Lee Woo-min "collapsedone"                                                                                     | 3:07       |
| 3.               | "Shot Thru the Heart"  | Momo Sana Mina            | David Anthony Eames Sophie White Amy Richardson Mayu Wakisaka                                                                                      | David Anthony Eames                                                                                            | 3:26       |
| 4.               | "What Is Love?"        | J.Y. Park "The Asiansoul" | J.Y. Park "The Asiansoul" | Lee Woo-min "collapsedone"                                                                                     | 3:29       |
| 5.               | "Sweet Talker"         | Jeongyeon Chaeyoung       | Erik Lidbom MLC Julie Yu | Erik Lidbom for Hitfire Production                                                                             | 3:29       |
| 6.               | "Ho!"                  | Jihyo                     | Micky Blue The Elev3n Joren Van Der Voort | The Elev3n | 3:10       |
| 7.               | "Dejavu"               | Chloe                     | Hayley Aitken Jan Hallvard Larsen Eirik Johansen Anne Judith Stokke Wik Ronny Vidar Svendsen Nermin Harambašić                                     | Hayley Aitken Jan Hallvard Larsen Eirik Johansen Anne Judith Stokke Wik Ronny Vidar Svendsen Nermin Harambasic | 3:17       |
| 8.               | "Say Yes"              | Monotree                  | Monotree | Monotree | 3:04       |
| 9.               | "Stuck"                | Galactika                 | Frants Valeria Del Prete Sean Alexander | Frants Avenue 52                                                                                               | 3:35       |
| Tổng thời lượng: | Tổng thời lượng:       | Tổng thời lượng:          | Tổng thời lượng: | Tổng thời lượng:                                                                                               | 29:44      |

## Sản xuất nội dung
Công trạng được ghi nhận tại nguồn ghi chú trên album.

### Địa điểm
Thu âm
- JYPE Studios, Seoul, Hàn Quốc

Hòa âm
- Mirrorball Studios, North Hollywood, California
- JYPE Studios, Seoul, Hàn Quốc
- Koko Sound, Seoul, Hàn Quốc
- 821 Sound, Seoul, Hàn Quốc

Giám sát
- 821 Sound Mastering, Seoul, Hàn Quốc

### Nhân sự
- J. Y. Park "The Asiansoul" – sản xuất
- Lee Ji-young – chỉ đạo và phối hợp (A&R)
- Jang Ha-na – âm nhạc (A&R)
- Kim Yeo-joo (Jane Kim) – âm nhạc (A&R)
- Kim Ji-hyeong – sản xuất (A&R)
- Cha Ji-yoon – sản xuất (A&R)
- Choi A-ra – sản xuất (A&R)
- Kim Bo-hyeon – thiết kế (A&R), ý tưởng và thiết kế album
- Kim Tae-eun – thiết kế (A&R), ý tưởng, thiết kế album và thiết kế web
- Choi Jeong-eun – thiết kế (A&R), ý tưởng và thiết kế album
- Lee So-yeon – thiết kế (A&R), ý tưởng, thiết kế album và thiết kế web
- Seo Yeon-ah – thiết kế (A&R) và thiết kế web
- Choi Hye-jin – kĩ sư thu âm và hòa âm, biên tập kĩ thuật số ("Dance the Night Away")
- Lim Hong-jin – kĩ sư thu âm và hòa âm
- Eom Se-hee – kĩ sư thu âm và hòa âm
- No Min-ji – kĩ sư thu âm
- Tony Maserati – kĩ sư hòa âm
- James Krausse – kĩ sư hòa âm
- Lee Tae-seop – kĩ sư hòa âm
- Ko Hyeon-jeong – kĩ sư hòa âm
- Master Key – kĩ sư hòa âm
- Kwon Nam-woo – kĩ sư giám sát
- Naive Production – chỉ đạo video
- Kim Young-jo – điều hành sản xuất video
- Yoo Seung-woo – điều hành sản xuất video
- Kwak Gi-gon tại TEO Agency – nhiếp ảnh gia
- Jung Nan-young tại Lulu – chỉ đạo làm tóc
- Son Eun-hee tại Lulu – chỉ đạo làm tóc
- Choi Ji-young tại Lulu – chỉ đạo làm tóc
- Jo Sang-ki tại Lulu – chỉ đạo trang điểm
- Zia tại Lulu – chỉ đạo trang điểm
- Jeon Dal-lae tại Lulu – chỉ đạo trang điểm
- Won Jung-yo tại Bit&Boot – chỉ đạo trang điểm
- Choi Su-ji tại Bit&Boot – chỉ đạo trang điểm
- Oh Yu-ra – chỉ đạo style
- Shin Hyun-kuk – giám đốc quản lý và tiếp thị
- Kang Da-sol – vũ đạo
- Kim Sun-mi – vũ đạo
- Nana choreographer crew – vũ đạo
- Today Art – tô màu
- Moonshine – toàn bộ nhạc cụ ("Dance the Night Away")
- Wheesung (Realslow) – chỉ đạo giọng hát ("Dance the Night Away")
- Kwon Seo-young – giọng nền ("Dance the Night Away")
- Jung Eun-kyung – biên tập kĩ thuật số ("Dance the Night Away")
- Lee Woo-min "collapsedone" – toàn bộ nhạc cụ, lập trình máy tính, guitar, và ("Chillax" và "What Is Love?"), piano ("What Is Love?")
- Friday of Galactika – chỉ đạo giọng hát ("Chillax"), sản xuất giọng hát và giọng nền ("What Is Love?" và "Stuck"), kĩ sư thu âm ("Stuck")
- E.Na – giọng nền ("Chillax", "What Is Love?" và "Stuck")
- David Anthony Eames – nhạc cụ và lập trình máy tính ("Shot Thru the Heart")
- Kevin Oppa – chỉ đạo giọng hát ("Shot Thru the Heart")
- Park Sung-mi – giọng nền ("Shot Thru the Heart")
- Park Soo-min – giọng nền ("What Is Love?", "Sweet Talker" và "Ho!")
- Erik Lidbom – nhạc cụ, lập trình máy tính và biên tập kĩ thuật số ("Sweet Talker")
- Armadillo – chỉ đạo giọng hát ("Sweet Talker")
- Jiyoung Shin NYC – biên tập bổ sung ("Sweet Talker", "Ho!" và "Dejavu")
- The Elev3n – nhạc cụ, lập trình máy tính và biên tập kĩ thuật số ("Ho!")
- Kim Seung-soo – chỉ đạo giọng hát ("Ho!")
- Metal Audio (Eirik Johansen và Jan Hallvard Larsen) – nhạc cụ và lập trình máy tính ("Dejavu")
- Hayley Aitken – giọng nền ("Dejavu")
- Anne Judith Wik – giọng nền ("Dejavu")
- Jowul – chỉ đạo giọng hát ("Dejavu")
- Lee Ju-hyeong – kĩ sư thu âm và chỉ đạo giọng hát, keyboard, điều hành Pro Tools và biên tập kĩ thuật số ("Say Yes")
- Jeon Jae-hee – giọng nền ("Say Yes")
- Jeok Jae – guitar ("Say Yes")
- Kim Byeong-seok – bass ("Say Yes")
- Frants – nhạc cụ, lập trình máy tính, synth, bass và trống ("Stuck")
- Shane – guitar ("Stuck")

## Bảng xếp hạng

### Bảng xếp hạng hàng tuần
| Bảng xếp hạng (2018)             | Thứ hạng cao nhất |
| -------------------------------- | ----------------- |
| Album Nhật Bản (Oricon)          | 4                 |
| Japanese Digital Albums (Oricon) | 6                 |
| Japan Hot Albums (Billboard)     | 14                |
| Albums Hàn Quốc (Gaon)           | 1                 |
| US World Albums (Billboard)      | 4                 |

### Bảng xếp hạng cuối năm
| BXH (2018)                 | Thứ hạng |
| -------------------------- | -------- |
| Japanese Albums (Oricon)   | 55       |
| South Korean Albums (Gaon) | 16       |

## Chứng nhận
| Quốc gia                                 | Chứng nhận | Số đơn vị/doanh số chứng nhận |
| ---------------------------------------- | ---------- | ----------------------------- |
| Hàn Quốc (Gaon)                          | Bạch kim   | 250,000^                      |
| * Chứng nhận dựa theo doanh số tiêu thụ. |            |                               |

## Giải thưởng
| Năm  | Giải                        | Hạng mục                        | Kết quả | Chú thích |
| ---- | --------------------------- | ------------------------------- | ------- | --------- |
| 2019 | 8th Gaon Chart Music Awards | Album of the Year – 3rd Quarter | Đề cử   | [ 25 ]    |

## Lịch sử phát hành
| Khu vực  | Ngày                | Định dạng   | Nhà phân phối            | Chú thích |
| -------- | ------------------- | ----------- | ------------------------ | --------- |
| Toàn cầu | 9 tháng 7 năm 2018  | Tải nhạc số | JYP Entertainment Iriver | [ 26 ]    |
| Hàn Quốc | 9 tháng 7 năm 2018  | Tải nhạc số | JYP Entertainment Iriver | [ 1 ]     |
| Hàn Quốc | 10 tháng 7 năm 2018 | CD          | JYP Entertainment Iriver | [ 27 ]    |